# 高通MSM7225
MSM7225是美國 高通 公司於 2008年 推出的一顆低成本 芯片組 ，高通MSM7225屬於MSM7000系列。

## 特性
CPU結構：RISC
數據寬度：32位
RAM數據總線寬度：32位
一級數據緩存：16KB
一級指令集緩存：16KB

## 指令集
CPU指令集：ARMv6
CPU核心架構：ARM11 36EJ - S

## 時鐘頻率
最大物理頻率：528MHz

## 技術
製造工藝：65nm
半導體技術：CMOS

## 其他

### GPU
內置GPU：無
GPU支持：
- PixelFlinger 1.3
- OpenGL ES 1.0

### 網絡支持
QDSP5000 DSP (CDMA2000 1X Rel. 0 / Rev. A, CDMA2000 1xEV-DO Rel. 0 / Rev. A)